# Диофант
Диофант из Александрије (стгрч. Διόφαντος ὁ Ἀλεξανδρεύς; живео око 250. не), грчки математичар; открио Диофантове једначине.
Мада је био истакнути математичар свог времена, врло мало се зна о Диофантовом животу. Његов рад је сачуван у шест поглавља Аритметике која су доспела до нас (седам поглавља је изгубљено), која је била вероватно најстарији систематски трактат о алгебри. Понекад се Диофант назива оцем алгебре. Диофант се првенствено интересовао за теорију бројева и решавање једначина и много допринео напретку алгебре употребом симбола за величине, математичке операције и односе, пре тога су ове величине бивале описиване речима. Можда је најпознатији по свом открићу Диофантових једначина, неодређених једначина с рационалним коефицијентима за које се тражи рационално решење. Постоји задатак који као решење даје број Диофантових година, а то је уписано на његовом гробу.

## Биографија
Мало се зна о животу Диофанта. Живео је у Александрији, Египат, током римске ере, вероватно између 200. и 214. до 284. или 298. године. Историчари су Диофанта на различите начине описали или као Грка, или можда хеленизованог Египћана, или хеленизованог Вавилонца, Последње две од ових идентификација могу произаћи из забуне са реторичаром из 4. века Диофантом Арапом. Велики део нашег знања о Диофантовом животу потиче из грчке антологије игара бројева и загонетки из 5. века коју је створио Метродор. Један од проблема (који се понекад назива и његов епитаф) гласи:

Шестину века свог као дете се играо,
и још половину шестине с брадом момачком је дочекао.
Усрећи се женом кад превали још седмину,
с којом после лета пет обрадова се сину.
Вољени син поживи пола очевог века само,
и би стргнут оцу судбом која га узе рано.
Два пута два лета оплакиваше родитељ тугу и очај
кад и он угледа тегобном животу своме крај.
Ова загонетка имплицира да се x Диофантовог доба може изразити као
x = x/6 + x/12 + x/7 + 5 + x/2 + 4
што даје x вредност од 84 године. Међутим, тачност информација не може се независно потврдити.
У популарној култури, ова загонетка је била Слагалица бр. 142 у Професору Лејтону и Пандориној кутији као једна од најтежих решавања загонетки у игри, коју је требало откључати решавањем других загонетки прво.

## Аритметика
Аритметика је главно Диофантово дело и најистакнутије дело о алгебри у грчкој математици. То је скуп задатака који даје нумеричка решења одређених и неодређених једначина. Од оригиналних тринаест књига од којих се Аритметика састојала само је шест сачувано, мада постоје неки који верују да су четири арапске књиге откривене 1968. такође Диофантове. Неки диофантски проблеми из Аритметике пронађени су у арапским изворима.
Овде треба напоменути да Диофант у својим решењима никада није користио опште методе. Херман Ханкел, познати немачки математичар, дао је следећу примедбу у вези са Диофантом.
„Наш аутор (Диофант) не даје се ни најмањи траг опште, свеобухватне методе; сваки проблем захтева неки посебан метод који одбија да ради чак и за најтеже повезане проблеме. Због тога је модерном научнику тешко да реши 101. проблем чак и након што је проучио 100 Диофантових решења”.

## Други радови
Диофант је написао још неколико књига поред Аритметике, али је врло мало њих преживело.

### Поризми
Сам Диофант се позива на дело које се састоји од збирке лема под називом Поризми (или Поризмата), али ова књига је у потпуности изгубљена.
Иако су Поризми изгубљени, познате су три леме које су се тамо налазе, пошто их Диофант помиње у Аритметици. Једна лема наводи да је разлика кубова два рационална броја једнака збиру кубова два друга рационална броја, тј. за било које a и b, са  a > b, постоје c и d, сви од којих су позитивни и рационални, тако да
a3 − b3 = c3 + d3

### Полигонални бројеви и геометријски елементи
Познато је и да је Диофант писао о полигоналним бројевима, што је тема од великог интереса за Питагору и Питагорејце. Сачувани су фрагменти књиге која се бави полигоналним бројевима.
Књига под називом Прелиминари геометријских елемената традиционално се приписује Херону од Александрије. Недавно ју је проучавао Вилбур Нор, који је сугерисао да је приписивање Херон нетачно и да је прави аутор Диофант.